# On the Loose (1985년 영화)
《On the Loose》는 스타판 힐데브란트 감독이 연출하고 페링스필모 AB가 배급한 1985년 스웨덴 영화이다. 영화 러브 미 앤 칠드런스 아일랜드에서 알려진 토마스 프라이크와 카리나 린드스트롬이 주연을 맡았으며, 록 앤 롤 가수 제리 윌리엄스와 하드 록 밴드 유럽이 출연하여 영화 사운드트랙에 세 개의 독특한 음반을 제작하기도 했다.